# Rurik (1895)
El Rúrik (en ruso: Рюрик) fue un crucero construido para la armada imperial rusa en la década de 1890 y fue dado de baja en 1904, en la batalla de Ulsan, en el teatro de operaciones navales de la guerra ruso-japonesa.

## Diseño y construcción
La Armada Imperial Rusa se encontraba a finales del siglo XIX con la necesidad de poseer un crucero capaz de emprender largas travesías en aguas extranjeras con el fin de destruir los buques comerciales, sobre todo si la guerra se daba contra el Reino Unido. El almirante ruso Iván Shestakov presentó el diseño del Rúrik a la Fábrica 189 en San Petersburgo para su construcción, sin pasar por el procedimiento normal de presentar el diseño al Comité Técnico Naval (MTK). 
Las especificaciones originales para el buque, ilustraban como Shestakov quiso construir un buque que pudiera viajar del Báltico hasta Vladivostok sin hacer escalas en el camino. Parece Shestakov quería un diseño similar al Pámiat Azova y tal diseño se presentó a través de un constructor de las obras del Báltico al MTK, confirmando el procedimiento formal, aunque durante estas formalidades se perdieron los diseños originales en un envío de Shestakov.
Ese diseño, de 9.000 toneladas, con 8 pulgadas con armadura principal, fue rechazada por el MTK. Existe una probabilidad de que el diseño fue rechazado debido a la tensión existente entre Shestakov, el MTK y el Almirante General de la Armada, el Gran Duque Alekséi Aleksándrovich, en lugar de por problemas técnicos reales en el diseño. El diseño presentado de un gran buque de guerra (más de 120 m de eslora) y tenía una autonomía de 20 000 millas náuticas (37 000 kilómetros) según el diseño. Shestakov no pudo, sin embargo, luchar por el diseño que presentó, ya que murió en diciembre de 1888.
El sucesor de Shestakov, Chijachov, tenía excelentes relaciones con la junta MTK, y el contra-diseño presentado por la Fábrica 189 fue rechazada rápidamente. El diseño del MTK que siguió fue un buque de 10 000 toneladas con un cinturón de 10 pulgadas y con una velocidad de funcionamiento y autonomía de 18 nudos (33 km/h) y 10 000 millas náuticas (20 000 km), respectivamente. El Rúrik también lucirá una bricbarca completa (algo todavía común en algunos buques de la época). La construcción comenzó en 1890 después de que los problemas con el motopropulsor fuesen resueltos por los diseñadores técnicos de la Fábrica 189.
Como los planes y diseños del Rúrik se estaban ultimando, los rumores comenzaron a aparecer sobre la naturaleza exacta de la embarcación. En particular, el Reino Unido se puso muy nervioso por el nuevo crucero, temiendo mucho por su gran flota comercial de la que dependía el país. La prensa británica alimentó la ansiedad hasta el punto de acercar a la población a la paranoia sobre las nuevas embarcaciones rusas.
Al final resultó que, la Royal Navy sobreestimaba la amenaza real que planteada el Rúrik. Con solamente una velocidad máxima de 18,7 nudos (34,6 km/h) en buenas condiciones, la bricbarca completa le daba un aspecto obsoleto en comparación con los nuevos buques de guerra británicos que estaban siendo desarrollados y construidos, los cuales no contaban con bricbarcas completas. Si bien tenía un fuerte armamento de cuatro cañones de 203 mm y 16 de 152 mm, junto con un cuarteto de tubos lanzatorpedos de 381 mm. El blindaje del Rúrik dejaba que desear, con tan solo una media de 63,5 mm de acero al níquel en las cubiertas y 254 mm pulgadas en las placas laterales.

## Servicio
Después de su puesta en marcha, el Rúrik se dirigió a las posiciones de la flota rusa del Pacífico, con sede en Vladivostok. El almirante Fiódor Dubásov, que mandaba la escuadra del Pacífico, recomendó varias modificaciones a la nave después de un corto período de servicio, incluyendo una nueva caldera de propulsión y la eliminación de los aparejos de la nave. El proyecto de la nueva caldera nunca se llevará a cabo, pero la cantidad de aparejos se reducirá significativamente.
Cuando la guerra ruso-japonesa estalló en 1904, el Rúrik y el resto de los cruceros de la escuadra del Pacífico, el Rossia, el Gromobói y el Bogatyr , todos fueron asignados a la búsqueda y destrucción de los buques mercantes japoneses en el Mar de Japón y a lo largo de las costas del islas japonesas. Para agosto de 1904, sólo un barco había sido hundido y el Ejército Imperial Japonés había recolocado su artillería en puntos estratégicos para amenazar el principal puerto comercial ruso en el Pacífico, Port Arthur. El asedio de Port Arthur mantuvo la mayor parte de los buques de guerra rusos asignados al Escuadrón del Pacífico dentro del puerto, a pesar de las varias intentonas fallidas de romper el cerco.
El 14 de agosto, tres de los cuatro cruceros que se encontraban en Vladivostok fueron enviados a socorrer Port Arthur (el  Bogatyr no fue enviado puesto que había recibido daño de artillería de tierra) en un intento de ayudar al levantamiento del bloqueo japonés. Fueron recibidos por un escuadrón de buques de guerra japoneses al mando del vicealmirante Kamimura Hikonojō en el Estrecho de Tsushima entre Corea y Japón, lo que dio lugar a la batalla de Ulsan. La fuerza japonesa tenía cuatro cruceros acorazados modernos, el Iwate, el Izumo, el Tokiwa y el Azuma. Al poco del comienzo del enfrentamiento, el Rúrik (la nave en retaguardia de la formación de Rusia) fue alcanzado por el fuego japonés tres veces en la popa, inundando su compartimento de dirección por lo que tuvo que ser dirigido con sus motores. Su velocidad se redujo, la división del resto de las naves rusas, además de la exposición al fuego japonés, y su dirección se había atascado en dirección al puerto. El almirante ruso Karl Jessen intentó dar cobertura a la nave, pero se retrasó por el hostigamiento de los cruceros japoneses. A medida que los barcos rusos se retiraron, el Rírik fue atacado por los cruceros japoneses. En lugar de entregar la nave a los japoneses, el oficial mayor superviviente, el teniente Ivanov, ordenó que el barco fuese hundido. Los japoneses recogieron cerca de 625 sobrevivientes, el resto perecieron en acto de servicio junto al buque.
Los dos cruceros rusos restantes (el Rossia y el Gromobói) escaparon de vuelta a Vladivostok.

## Legado
A pesar de su apariencia física obsoleta, por su bribarcka y su poca armadura, el armamento del Rúrik le permitió realizar un trabajo sorprendente en Ulsan. La actuación del buque permitió la retirada de los otros dos cruceros rusos, sin embargo, esto también se le puede atribuir a la indecisión japonesa en la batalla, que no sabían si perseguir a los buques permitiría la rotura del cerco sobre Port Arthur. Mientras que la presencia del Rúrik fue decisiva en Ulsan, los rusos posteriormente desperdiciaron la segunda oportunidad que tenían con los cruceros Rossia y Gromobói. El Rossia se unió al Bogatyr en su estado de demasiado dañado para entrar en acción y el Gromobói no fue vuelto a ser asignado a ninguna misión el resto de la guerra.
Fuera del contexto de la guerra ruso-japonesa, el Rúrik fue un gran símbolo de la armada rusa frente a la Royal Navy. La Royal Navy construyó los grandes y costosos cruceros tipo protegidos específicamente para hacer frente a lo que se rumoreaba que el Rúrik era: un crucero rápido, fuertemente armados que se deshacía con facilidad de los buques mercantes.